# Lima kyrka
Lima kyrka är en kyrkobyggnad i Lima i Västerås stift. Den är församlingskyrka i Lima-Transtrands församling.

## Historia
Det är sannolikt att socknens äldsta kyrka var byggd av trä. När ny kyrka uppfördes skall enligt traditionen den raserade träkyrkans timmer återanvänts till en klockstapel. Den första stenkyrkan uppfördes på den nuvarande kyrkans plats, troligen under 1440-talet. Kyrkan bestod då av ett rektangulärt långhus med rakslutet korparti och möjligen en samtida sakristia i norr. Omkring 1500 välvdes kyrkorummet. Möjligen tillbyggdes då även vapenhus. Enligt uppgift skall kyrkorummet varit smyckat med kalkmålningar. En större sakristia uppfördes 1739. Vid en ombyggnad under åren 1763–64 förlängdes långhuset i öster och erhöll ett tresidigt avslutat korparti. Kyrkan brann 1852, varefter den återstående murstommen revs och ny kyrka uppfördes. 

## Kyrkobyggnaden
Kyrkan är byggd av sten och uppfördes 1853–56 efter ritningar av Albert Törnqvist och under ledning av byggmästare P. G. S. Melander. Till sin planform är kyrkan helt intakt. Den består av ett rektangulärt långhus med ett smalare, tresidigt avslutat kor i öster. Mitt på långhusets norra sida finns en sakristia och i väster finns ett torn. Kyrkan har vitputsad fasad och förkroppade hörn med småtorn. Tornet har urtavlor och kopparlanternin med gavelfrontoner och låg spira. Fönsteröppningarna är stora och rundbågiga. 
Kyrkan är restaurerad år 1920, 1973 och 2024.
Bakre delen av kyrksalen byggdes om 2005 till ett församlingsutrymme. Där finns sittplatser för ca 70 personer och används till olika sammankomster. Över detta utrymme byggdes en läktare. De kyrkbänkar som togs bort i den bakre delen, sattes upp på det lätt sluttande golvet på läktaren.

## Orgel
Orgeln byggdes 1979 av A. Magnussons Orgelbyggeri AB, Göteborg.
| Man I. Huvudverk | Man II. Svällverk | Man III. Bröstverk | Pedal                | Koppel               |
| ---------------- | ----------------- | ------------------ | -------------------- | -------------------- |
| Principal 8'     | Borduna 16'       | Gedackt 8'         | Subbas 16'           | III/I                |
| Rörflöjt 8'      | Hornprincipal 8'  | Koppelflöjt 4'     | Principal 8'         | II/I                 |
| Oktava 4'        | Gedackt 8'        | Principal 2'       | Borduna 8'           | III/P                |
| Täckflöjt 4'     | Salicional 8'     | Cymbel 2 chor      | Oktava 4'            | II/P                 |
| Kvinta 2 2/3'    | Principal 4'      | Krumhornsregal 8'  | Blockflöjt 4'        | I/P                  |
| Oktava 2'        | Rörflöjt 4'       | Tremulant          | Rauschquint 3-4 chor |                      |
| Mixtur 4 chor    | Spetskvint 2 2/3' |                    | Basun 16'            | 4 fria kombinationer |
| Kornett 3-4 chor | Waldflöjt 2'      |                    | Trumpet 8'           |                      |
| Trumpet 8'       | Ters 1 3/5'       |                    | Trumpet 4'           |                      |
|                  | Mixtur 4 chor     |                    |                      |                      |
|                  | Skalmeja 8'       |                    |                      |                      |
|                  | Tremulant         |                    |                      |                      |

### Diskografi
- Preludium, fuga & chaconne för orgel buxwv 137 c-dur ; Preludium, fuga & ciacona / Buxtehude, Dietrich ; Phillips, Margaret, orgel. LP. Opus 3 8107. 1981.

### Fotnoter
1. ↑  ”Kyrkan i Lima renoveras”. www.svenskakyrkan.se. 22 mars 2024. https://www.svenskakyrkan.se/lima-transtrand-salen/kyrkan-i-lima-renoveras. Läst 27 augusti 2024.